# میکروسکوپ پراب پویشی
میکروسکوپ‌های پراب پویشی (به انگلیسی: SPM:Scanning probe microscope) از یک پراب که بر روی نمونه حرکت می‌کند، برای بررسی سطح نمونه‌ها استفاده می‌کنند. با استفاده از این میکروسکوپ‌ها علاوه بر توپوگرافی سطح، می‌توان راجع به اصطکاک، مغناطش، خواص حرارتی و الاستیسیته‌ی سطح نیز اطلاعاتی بدست آورد که با استفاده از روش‌های دیگر قابل دستیابی نیستند.
در این میکروسکوپ، نوک یک پروب سالم و ایده آل، بسیار تیز بوده، بطوریکه در نوک آن تنها یک اتم جای می‌گیرد؛ بنابراین از حساسیت بسیار بالایی برخوردار است و به دلیل ابعاد بسیار کوچک خود می‌تواند در حد نانومتر، کوچکترین پستی یا بلندی‌ها را در سطح نمونه آنالیز نماید و با استفاده از تجهیزات و نرم افزارهای موجود در دستگاه، داده‌های بدست آمده را به صورت تصویر بر نمایشگر نمایش دهد. 
خیلی از میکروسکوپ‌های پراب پویشی می‌توانند تعداد زیادی از تصاویر را همزمان بگیرند. روش استفاده از این فعل و انفعالات برای به دست آوردن یک تصویر به طور کلی یک مود خوانده میشود. وضوح با هر تکنیک مخلتف مقداری تفاوت می کند، اما بعضی از تکنیک ها به وضوح اتمی چشمگیری می رسند. این تا حد زیادی ناشی از این است که فعال کننده های فشار برقی (به انگلیسی: piezoelectric actuators) می توانند حرکت را با دقت در سطح اتمی، یا حتی بهتر الکترونی اجرا کنند. این خانواده از تکنیک می تواند "تکنینک فشار برقی" نامیده شود. روش متداول دیگر این است که داده ه به طور عادی از یک تور نقاط داده دو بعدی،تجسم شده در رنگ های دروغین(false colors) به عنوان یک تصویر کامپیوتری به دست می آیند.

## تاریخچه
نقطه شروع SPM، اختراع میکروسکوپ تونلی روبشی STM در سال 1982 توسط بنیگ (G. Bennig) و روهرر (H. Rohrer) بود که جایزه نوبل فیزیک در سال 1986 برای این اختراع به آنان اختصاص یافت.  کلید موفقیت انها استفاده از یک حلقه کنترل برای تنظیم کردن اندازه فاصله بین نمونه و پویشگر بود.
میکروسکوپ پروبی روبشی، در طی دو دههٔ بعد از اختراع شدنش، کاربرد گسترده‌ای در آزمایشگاه‌ها و صنایع مختلف از توسعه محیط‌های ذخیره مغناطیسی تا بیولوژی ساختاری یافته‌است. در نتیجه، کاربران این روش از زیست‌شناسان و پژوهشگران پزشکی تا فیزیکدانان و مهندسین، از قدرت تفکیک بی‌رقیب و به کارگیری نسبتا آسان این روش، بهره‌مند می‌شوند. 

## طبقه‌بندی
- شکل کلی میکروسکوپ تونلی روبشیمیکروسکوپ تونلی روبشی

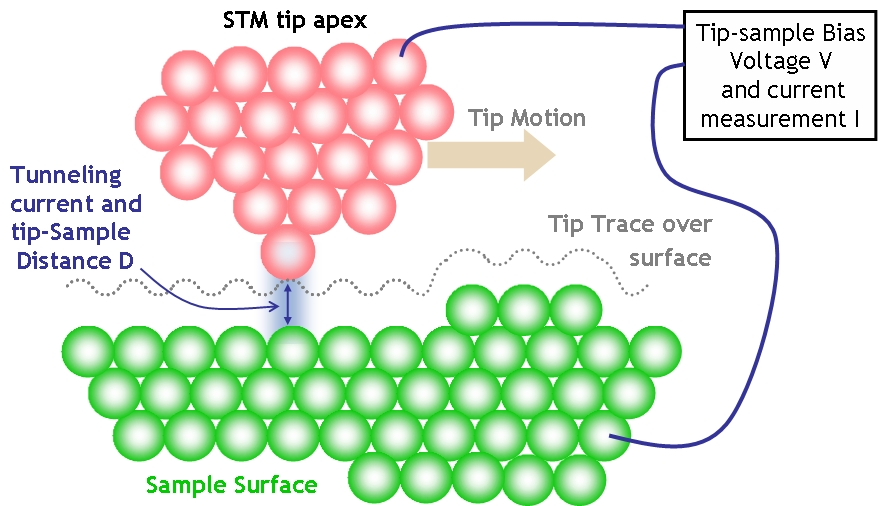
شکل کلی میکروسکوپ تونلی روبشی

  - BEEM میکروسکوپی انتشار الکترون بالستیک
  - ECSTM میکروسکوپی تونلی روبشی الکتروشیمیایی
  - SHPM میکروسکوپی پویشی هال
  - SPSM میکروسکوپی تونلی روبشی قطبی
  - PSTM میکروسکوپی تونلی روبشی فوتونی
  - STP پتنسیومتری تونلی روبشی
  - SXSTM میکروسکوپ تونلی روبشی سینکروترون اشعه ایکس

- میکروسکوپ نیروی اتمی[۴]
  - AFM تماسی
  - AFM غیر_تماسی
  - AFM تماس پویا
  - AFM ضربهزن
  - AFM-IR
  - CFM میکروسکوپی نیروی شیمیایی
  - C-AFM میکروسکوپی نیروی اتمی رسانا[۵]
  - EFM میکروسکوپی نیروی الکترواستاتیک[۶]
  - KPFM میکروسکوپی پراب نیروی کلوین [۷]
  - MFM میکروسکوپی نیروی مغناطیسی[۸]
  - PFM میکروسکوپی نیروی پیزوالکتریک[۹]
  - PTMS میکروسکوپی فوتوترمال
  - SCM میکروسکوپی خازنی[۱۰]
  - SGM میکروسکوپی دروازه ای[۱۱]
  - SVM میکروسکوپی ولتاژی[۱۲]
  - FMM میکروسکوپی نیروی مادوله [۱۳]

- میکروسکوپ نیروی مغناطیسی
- میکروسکوپ نیروی جانبی (میکروسکوپ نیروی اصطکاکی)

علاوه بر تکنیک‌های ذکر شده در بالا، تکنیک‌های متعدد دیگری نیز بر پایهٔ میکروسکوپ‌های پروبی روبشی به وجود آمده‌اند که کاربردهای کمتری داشته و برای مقاصد خاص مناسب هستند. از جمله:
- میکروسکوپ مدولاسیون نیرو
- میکروسکوپ آشکارساز فازی
- میکروسکوپ نیروی الکترواستاتیک

- میکروسکوپ کاپاسیتانس پویشی
- SPE الکتروشیمی پراب پویشی
  - SECM میکروسکوپی الکتروشیمیایی
  - SICM میکروسکوپی رسانش یونی
  - SVET تکنیک الکترود لرزشی
  - SKP پویشگر کلوین

- FluidFM میکروسکوپی نیروی سیال
- FOSPM میکروسکوپی پراب پویشی ویژگی-محور
- MRFM میکروسکوپی نیروی تشدید مغناطیسی

برای شکل دادن تصویر، میکروسکوپ پراب پویشی سطح را به صورت شطرنجی اسکن می کند. در نقاط گسسته اسکن شطرنجی، یک مقدار ضبط می شود.(مقدار به مدل SPM و مود عملیات بستگی دارد، پایین را مشاهده کنید). این مقادیر ضبط شده به عنوان یک نقشه حرارتی نشان داده می شوند تا تصویر STM پایانی را بسازند، که معمولا به رنگ سفید و سیاه یا مقیاسی از رنگ نارنجی است.

### مود همیشه در تعامل ( constant interaction mode )
در "مود همیشه در تعامل" (که معمولا به شکل"در بازخورد" به آن شاره می شود)، یک حلقه کنترل استفاده می شود تا پویشگرِ تحت مطالعه به صورت فیزیکی در محور z از سطح دور یا نزدیک شود تا یک تعامل همیشگی را ایجاد کند. این تعامل بستگی به نوع SPM دارد. برای میکروسکوپ تونلی روبشی این تعامل همان جریان تونل است، برای مود تماس AFM یا MFM شکست طّره است، و غیره. معمولا نوع حلقه کنترل حلقه PI است، که خود نوعی کنترل کننده ی PID است که در آن بهره تفاضلی به صفر میل می کند (در حالی که نویز ایجاد می کند). اگر سطح در حال اسکن را صفحه xy در نظر بگیریم جهت z نوک به طور متناوب ضبط می شود و به شکل یک نقشه حرارتی نشان داده می شود. به طور عادی به این توپوگرافی می گوییم.
در این مود یک تصویر دوم، که به اسم "سیگنال خطا" یا "تصویر خطا" شناخته می شود هم ضبط می شود، که یک نقشه حرارتی از تعاملی است که از آن بازخورد داشته ایم. در یک عملیات بی نقص این تصویر باید خالی باشد با یک مقدار ثابت که بر روی حلقه کنترل قرار داده شده بود. در یک عملیات واقعی تصویر نویز نشان می دهد و بعضی اوقات نشانه هایی از ساختار سطح را نمایان می کند. کاربر می تواند از این تصویر استفاده کند تا بهره کنترل را اصلاح کند و اشتباهات نشان داده شده داخل سیگنال خطا را به حداقل برساند.
اگر بهره ها اشتباه تنظیم شوند، تعداد زیادی تصویرات غلط می توانند ضبط شوند. اگر بهره ها خیلی پایین باشند، جزییات می توانند به صورت لکه دیده شوند. اگر بهره ها خیلی بالا باشند کنترل می تواند بی ثبات و نواساندار شود، که باعث می شود جزییات مخطط شوند در حالی که خطها به صورت فیزیکی وجود ندارند.

### مود همیشه مرتفع (  constant interaction mode )
در مود همیشه مرتفع پویشگر هنگام اسکن شطرنجی در جهت محور z تکان داده نمی شود. در عوض مقدار تعامل تحت نظر ضبط می شود (به این معنی که جریان تونل برای STM، یا دامنه نوسان پایه برای AFM). این اطلاعات ضبط شده به شکل یک نقشه حرارتی نشان داده می شود، و به طور معمول به اسم تصویر همیشه مرتفع شناخته میشود.
تصویربرداری همیشه مرتفع خیلی از تصویربرداری همیشه در تعامل سختتر است. چون احتمال بیشتری وجود دارد که پویشگر به سطح نمونه برخورد کند. معمولا قبل اجرای تصویربرداری همیشه مرتفع باید تصویری در مود همیشه در تعامل ضبط شود تا چک شود که سطح نمونه هیچ نوع آلایندهای در منطقه تصویربرداری نداشته باشد، و همینطور برای اندازهگیری و اصلاح خمیدگی نمونه، مخصوصا برای اسکنهای کند، برای اندازهگیری و اصلاح رانش دمایی نمونه است.
ویژگیهای یک نوک پویشگر SPM کاملا به نوع SPM در حال استفاده بستگی دارد. ترکیب شکل نوک پویشگر و توپوگرافی نمونه یک تصویر SPM را تشکیل می دهند. اگرچه یکسری ویژگیها مربوط به اکثر SPMها میشوند. 
مهمتر از همه این است که پویشگر راس خیلی تیزی داشته باشد. راس پویشگر وضوح تصویر میکروسکوپ را تعریف میکند، هرچه پویشگر تیزتر باشد، وضوح تصویر بیشتر میشود. برای وضوح تصویربرداری در حد اتمی راس پویشگر باید یک اتم باشد.
برای خیلی از SPMهای پایه ای، (مانند AFM، MFM) کل پایه و پویشگر یکپارچه با اسید شکل داده میشوند، یا همان شیوهی etching، و اکثرا با استفاده از اسید سیلیکون نیترید. پویشگرهای ساخته شده، که برای STM و SCM و چندین نوع دیگر SPM نیاز هستند، معمولا از سیم پلاتینیوم و یا ایریدیوم برای عملیاتهای محیطی ساخته می شوند، یا از تنگستن ساخته می شوند برای عملیات UHV. مواد دیگر همانند طلا بعضی وقتها برای نمونههای خاص استفاده میشوند یا اگر SPM با آزمایش دیگری همچون TERS  ترکیب شود. پویشگرهای پلاتینیوم/ایریدیوم (و یا دیگر پویشگرهای محیطی) به شکلی معمولی با سیمبرهای تیز بریده می شوند، روش بهینه این است که بیشتر مسیر سیم را ببریم و در آخر بکشیم، که احتمال به وجود آمدن راس تک اتمی را بیشتر میکند. سیمهای تنگستن معمولا به شیوههای الکتروشیمیایی صیقل میخورند، بعد از آن هم زمانی که نوک پویشگر در شرایط UHVاست لایهی اکسید شده به طور معمول باید حذف شود.
آنقدراها برای پویشگر SPM غیر معمول نیست که با وضوح دلخواه تصویربرداری نکنند. تصویربرداری با وضوح نامطلوب می تواند حاصل این مسئله باشد که راس بیش از حد بزرگ است، یا چندین قله دارد، که باعث ضبط شدن دوبل تصویر یا شبح تصویر می شود. برای بعضی پویشگرها، در لحظه امکان بهبود بخشیدن راس هست، این کار معمولا یا فرو آوردن پویشگر به سطح است یا اعمال یک میدان الکتریکی بزرگ. مورد دوم با اعمال یک ولتاژ یکطرفه (از توان 10V) بین نوک و نمونه به دست میآید، چون این مسافت در حد 1 الی 3 آنگستروم است، یک میدان خیلی فوی به وجود می آید.

## شرایط کارکرد
معمولاً میکروسکوپ‌های پروبی روبشی به آماده‌سازی نمونه یا خلاء بسیار بالا که برای میکروسکوپ‌های الکترونی لازم است، نیازی ندارند.

## کاربرد

### در علوم زیستی
چون خلاء بسیار بالا و پرتوهای الکترونی به نمونه‌های زنده آسیب می‌رساند، در علوم زیستی بیشتر از میکروسکوپ‌های پروبی روبشی استفاده می‌شود. علاوه بر این به علت قابلیت مطالعهٔ نمونه‌ها در محلول آبی، امکان بررسی را در شرایط شبه بیولوژیکی فراهم می‌کند.

### در علم مواد
میکروسکوپ‌های پروبی روبشی را می‌توان برای تصویر برداری از اکثر مواد بکار برد. این تکنیک‌ها برای تعیین خصوصیات سطحی مانند تخلخل، اندازه دانه، مرز دانه، ترک‌ها، عیوب بلوری و ... بکار می‌رود.
- میکروسکوپ

1. ↑  G. Binnig and H. Rohrer, “Scanning tunneling microscopy”, Helv. Phys. Acta 55,726-735,1982
2. ↑  G. Binnig, HRohrer, Ch. Gerber, and E. Weibel, “7×7 reconstruction on Si (111)resolved in real space”, Phys. Rev Lett. 50 (2), 120-123 1983
3. ↑  G. Binnig, H. Rohrer, C. Gerber, E. Weibel, “Surface studies by scanningtunneling microscopy”, Phys. Rev. Lett. 49, 57–61 1982
4. ↑  Binnig, G.; Quate, C. F.; Gerber, Ch. (1986-03-03). "Atomic Force Microscope". Physical Review Letters (به انگلیسی). 56 (9): 930–933. doi:10.1103/PhysRevLett.56.930. ISSN 0031-9007.
5. ↑  Zhang, L.; Sakai, T.; Sakuma, N.; Ono, T.; Nakayama, K. (1999-11-29). "Nanostructural conductivity and surface-potential study of low-field-emission carbon films with conductive scanning probe microscopy". Applied Physics Letters (به انگلیسی). 75 (22): 3527–3529. doi:10.1063/1.125377. ISSN 0003-6951.
6. ↑  Weaver, J. M. R. (1991-05). "High resolution atomic force microscopy potentiometry". Journal of Vacuum Science & Technology B: Microelectronics and Nanometer Structures. 9 (3): 1559. doi:10.1116/1.585423. {{cite journal}}: Check date values in: |date= (help)
7. ↑  Nonnenmacher, M.; O’Boyle, M. P.; Wickramasinghe, H. K. (1991-06-24). "Kelvin probe force microscopy". Applied Physics Letters (به انگلیسی). 58 (25): 2921–2923. doi:10.1063/1.105227. ISSN 0003-6951.
8. ↑  Hartmann, U. (1988-08). "Magnetic force microscopy: Some remarks from the micromagnetic point of view". Journal of Applied Physics (به انگلیسی). 64 (3): 1561–1564. doi:10.1063/1.341836. ISSN 0021-8979. {{cite journal}}: Check date values in: |date= (help)
9. ↑  Roelofs, A.; Böttger, U.; Waser, R.; Schlaphof, F.; Trogisch, S.; Eng, L. M. (2000-11-20). "Differentiating 180° and 90° switching of ferroelectric domains with three-dimensional piezoresponse force microscopy". Applied Physics Letters (به انگلیسی). 77 (21): 3444–3446. doi:10.1063/1.1328049. ISSN 0003-6951.
10. ↑  Matey, J. R.; Blanc, J. (1985-03). "Scanning capacitance microscopy". Journal of Applied Physics (به انگلیسی). 57 (5): 1437–1444. doi:10.1063/1.334506. ISSN 0021-8979. {{cite journal}}: Check date values in: |date= (help)
11. ↑  Eriksson, M. A.; Beck, R. G.; Topinka, M.; Katine, J. A.; Westervelt, R. M.; Campman, K. L.; Gossard, A. C. (1996-07-29). "Cryogenic scanning probe characterization of semiconductor nanostructures". Applied Physics Letters (به انگلیسی). 69 (5): 671–673. doi:10.1063/1.117801. ISSN 0003-6951.
12. ↑  Trenkler, T. (1998-01). "Nanopotentiometry: Local potential measurements in complementary metal–oxide–semiconductor transistors using atomic force microscopy". Journal of Vacuum Science & Technology B: Microelectronics and Nanometer Structures. 16 (1): 367. doi:10.1116/1.589812. {{cite journal}}: Check date values in: |date= (help)
13. ↑  Fritz, M. (1994-05). "Visualization and identification of intracellular structures by force modulation microscopy and drug induced degradation". Journal of Vacuum Science & Technology B: Microelectronics and Nanometer Structures. 12 (3): 1526. doi:10.1116/1.587278. {{cite journal}}: Check date values in: |date= (help)
14. ↑  Ultralarge atomically flat template-stripped Au surfaces for scanning probe microscopy (به انگلیسی).
15. ↑  Bottomley, Lawrence A. (1998-06). "Scanning Probe Microscopy". Analytical Chemistry (به انگلیسی). 70 (12): 425–476. doi:10.1021/a1980011o. ISSN 0003-2700. {{cite journal}}: Check date values in: |date= (help)
16. ↑  Akamine, S.; Barrett, R. C.; Quate, C. F. (1990-07-16). "Improved atomic force microscope images using microcantilevers with sharp tips". Applied Physics Letters (به انگلیسی). 57 (3): 316–318. doi:10.1063/1.103677. ISSN 0003-6951.

- R. Wisendanger, Scanning probe microscopy and spectroscopy: Methods and applications, Cambridge University Press, Cambridge, 1994.